# David Thwaites
David Barry Thwaites (* 16. Juni 1976 in London) ist ein britischer Film- und Theaterschauspieler sowie Filmproduzent.

## Leben
Geboren in London und aufgewachsen in Surrey gab Thwaites sein Filmdebüt 1986, im Alter von 10 Jahren, in der von BBC produzierten Low-Budget-Produktion Stillgoes On, ehe er 1989 seine erste bekannte Rolle in Die Chroniken von Narnia: Prinz Kaspian & Die Reise auf der Morgenröte erhielt. Den Charakter des Eustace Scrubb verkörperte Thwaites auch ein Jahr später in Die Chroniken von Narnia: Der silberne Sessel.
Nachdem er bei Narnia mitgewirkt hatte, setzte Thwaites den Besuch der Schule fort und trat in kleineren Fernsehfilmen, produziert von BBC, NBC und Disney vor die Filmkamera. Auch wurde er für Hörspiele und Werbespots verpflichtet. Thwaites begann Betriebswirtschaft zu studieren, fand jedoch genügend Zeit, um mit dem von Noël Coward verfassten Bühnenstück Peace in Our Time durch England zu tournieren. 1998 schloss Thwaites sein Studium an der London University ab.
Noch im Grundstudium war er Mitbegründer einer Produktionsgesellschaft, die unter anderem den Kurzfilm The Skip für Channel Four produzierte.
Im Mai 2000 zog David Thwaites nach Hollywood, um als Filmproduzent tätig zu sein. Seit einem Praktikum bei Village Roadshow Pictures, derselben Firma, die auch Matrix produzierte, arbeitet er als Executive Producer bei Mike Medavoy.
In den Jahren 2006 und 2007 kamen die drei ersten Filme von David Thwaites in die Kinos. Im Drama Das Spiel der Macht sind Schauspieler wie Sean Penn, Jude Law und Kate Winslet zu sehen; in der biographischen Verfilmung des Lebens von Beatrix Potter Renée Zellweger.